# Nesosisyphus pygmaeus
Nesosisyphus pygmaeus là một loài bọ cánh cứng trong họ Bọ hung (Scarabaeidae).